# Bäckaklovstjärnen
Bäckaklovstjärnen är en sjö i Ljusdals kommun i Hälsingland och ingår i Delångersåns huvudavrinningsområde.